# Стрелки (Кесовогорский район)
Стрелки — деревня в Кесовогорском районе Тверской области. Входит в состав Кесовского сельского поселения.

## География
Находится в юго-восточной части Тверской области на расстоянии приблизительно 3 км на север по прямой от районного центра поселка Кесова Гора.

## История
Деревня показана еще на карте Менде (состояние местности на 1848 год). В 1859 году здесь (деревня Кашинского уезда) было учтено 19 дворов.

## Население
Численность населения: 114 человек (1859 год), 6 (русские 100 %) в 2002 году, 0 в 2010.